# Васага Бич
Васага Бич (енгл. Wasaga Beach) је градић у Канади у покрајини Онтарио. Према резултатима пописа 2011. у граду је живело 17.537 становника.

## Становништво
Према резултатима пописа становништва из 2011. у граду је живело 17.537 становника, што је повећање од 16,7 посто у односу на попис из 2006. када је регистровано 15.029 житеља.
| 2006.  | 2011.  | 2016.  |
| ------ | ------ | ------ |
| 15.029 | 17.537 | 20,675 |